# Hypsicorypha gracilis
Hypsicorypha gracilis — вид богомолів з родини емпузові, єдиний у роді Hypsicorypha. На відміну від богомолів роду емпуза не має лопатей на середніх та задніх ногах. Поширений у Північній Африці, на Близькому Сході та на Канарських островах.

## Опис
Великі стрункі богомоли. Довжина тіла самця 5,5-6,5 см, самиці — 7-8 см. За формою тіла схожий на богомолів роду емпуза. На відміну від емпуз, виріст на тімені більш довгий та прямий, передні стегна тонші, передні гомілки коротші за половину стегна, середня та задня пари ніг без лопатей. Антени самця пір'яподібні, у самиці тонкі ниткоподібні. Передні стегна з 5 зовнішніми шипами та 4 дискоїдальними. Передні та задні крила прозорі, зеленуваті.

## Спосіб життя
Принаймні на півночі ареалу зимують личинки, імаго з'являються наприкінці весни.

## Ареал
Мешкають від Канарських островів до Оману. В Африці відомі з Алжиру, Тунісу, Лівії, Єгипту, Нігеру, Сомалі. В Азії описані з Саудівської Аравії та Оману.